# یواس‌اس پرینستون (۱۸۴۳)
یواس‌اس پرینستون (۱۸۴۳) (به انگلیسی: USS Princeton (1843)) یک کشتی بود که طول آن ۱۶۴ فوت (۵۰ متر) بود. این کشتی در سال ۱۸۴۳ ساخته شد.